# Antonio Ricciardi (poeta)
Antonio Ricciardi, o Riccardi (Loano, 1606 – Loano, 1640 (?)), è stato un poeta italiano.

## Biografia
Riccardi fu un poeta ligure attivo nel XVII secolo, corrispondente del poeta Gian Giacomo Cavalli e da lui inserito nella sua Cittara zeneise.
Compose poesie in lingua genovese, latino, francese, spagnolo ed italiano.
Segretario del principe Doria di Loano, si suicidò in giovane età, fracassandosi la testa contro un muro, per la vergogna di essere stato coinvolto in una possibile truffa ai danni proprio del Doria.

## Opere
- Ad Augustinum Pallavicinum Serenissimæ Respublica Genuensis Ducem Tetrasticon, 1634
- Sonetto, 1634
- Sonetto, 1637
- Gli stravaganti successi della sua vita